# Bogacica (rzeka)
Bogacica – rzeka, lewobrzeżny dopływ Stobrawy o długości 44,44 km.
Źródło rzeki znajdują się na skraju Progu Woźnickiego na wysokości 240 m n.p.m., ok. 1 km na północ od wsi Łowoszów. Przepływa przez Równinę Opolską, przez teren województwa opolskiego (powiaty: oleski, kluczborski, opolski i namysłowski). płynie przez miejscowości Gronowice, Lasowice Małe, Jasienie, Radomierowice i Domaradz. Uchodzi do Stobrawy na wysokości 150 m n.p.m., ok. 3 km na południe od wsi Dąbrowa]. Płynie równoleżnikowo, ze wschodu na zachód. Jej lewobrzeżnym dopływem jest Grabica, a prawobrzeżnymi Opusta i Fałkówka.
Koryto wykształtowane w okresie zlodowacenia środkowopolskiego na podłożu ilastym, obecnie na wielu odcinkach proste i uregulowane. W dolinie rzeki pomiędzy plejstocenem a holocenem powstały rozległe obszary wydmowe (piaski eoliczne); współcześnie jest ona urozmaicona takimi elementami przyrody jak lasy, łąki, stawy, oczka wodne, starorzecza. Powoduje to występowanie bogactwa faunistyczno-florystycznego, m.in. rzadkich, objętych gatunkową ochroną roślin, co stanowiło przyczynę objęcia tego fragmentu Opolszczyzny (w tym niemalże całej doliny rzeki) granicami Stobrawskiego Parku Krajobrazowego; szczególne walory przyrodnicze i krajobrazowe na jego terenie posiada uroczysko tworzone przez rzekę pomiędzy wsiami Bukowo i Dąbrówka Dolna, będące ostoją dla ptactwa wodno-bagiennego.
Wysokie walory rzeki i jej istotne znaczenie dla środowiska naturalnego są osłabione poprzez skażenie ściekami, spowodowane przede wszystkim brakiem skanalizowania większości położonych nad nią wsi; monitorowana w Domaradzu (bieg dolny) wykazuje jednak od końca lat 90. XX wieku sukcesywną poprawę tego stanu (zwłaszcza zmniejszenie zanieczyszczeń wytwarzanych przez rolnictwo, w tym azotem amonowym), spełniając przy tym normy dla I-III klasy czystości.
Rzekę cechują wiosenne wezbrania, działalność akumulacyjna i erozyjna (wgłębna); z ichtiologicznego punktu widzenia zaliczana jest do krainy brzany i udostępniona do wędkowania. Część zasilanych Bogacicą stawów jest wykorzystywana (w gminie Pokój) gospodarczo do hodowli ryb. W 2004 wykonano remont 5,3 km rzeki. Jednocześnie tworzony jest Program dla Odry 2006, stanowiący podstawę programową remontów rzek dorzecza Odry, zwłaszcza pod kątem ochrony przeciwpowodziowej.